# Departamento de Guatemala
Guatemala, oficialmente llamado Departamento de Guatemala, es uno de los 22 departamentos de la República de Guatemala. Su capital es la Ciudad de Guatemala. Su área metropolitana cuenta con una población de 3.679.000, que lo convierte en el departamento más poblado del país. Su extensión territorial es de 2253 km², siendo la metrópoli más extensa de América Central.
El departamento fue creado por un decreto de la Asamblea Constituyente del Estado el 4 de noviembre de 1825. En ese entonces, la República se dividió en 7 departamentos y fundó la capital en la Nueva Guatemala de la Asunción.
Es el mayor centro financiero y comercial de la República de Guatemala, así como su mayor centro industrial ya que 13 de los 17 municipios se encuentran dentro de las 20 ciudades más importantes de Guatemala
El departamento de Guatemala cuenta con 17 municipios siendo el más grande en cuanto a población, comercio e industria la Ciudad de Guatemala, seguido por las ciudades de Mixco y Villa Nueva.

## Economía
En el departamento de Guatemala se concentra la mayor parte de la industria y comercio de todo el país de Guatemala.
En el este departamento (del 100 % de su población) tiene un 33.3 % en pobreza o un 5.4 % en pobreza extrema según datos del PNUD 2014 es el índice más bajo de todo el país de Guatemala. 

## Historia

### Doctrinas de los dominicos

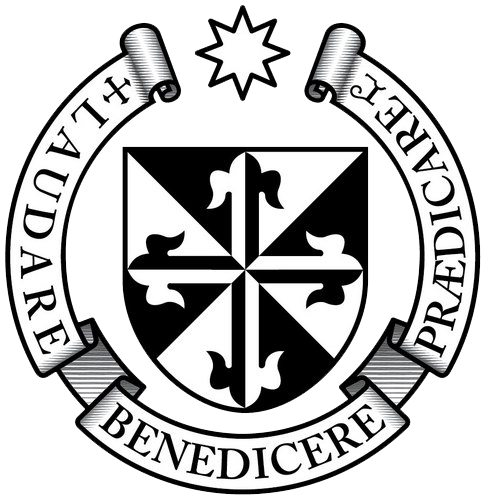
Escudo de la Orden de Predicadores.

Tras la conquista, la Corona española se enfocó en la catequización de los indígenas. Las congregaciones fundadas por los misioneros reales en el Nuevo Mundo fueron llamadas «doctrinas de indios» o simplemente «doctrinas». Originalmente, los frailes tenían únicamente una misión temporal: enseñarle la fe católica a los indígenas, para luego dar paso a parroquias seculares como las establecidas en España; con este fin, los frailes debían haber enseñado los evangelios y el idioma español a los nativos. Ya cuando los indígenas estuvieran catequizados y hablaran español, podrían empezar a vivir en parroquias y a contribuir con el diezmo, como hacían los peninsulares..
Pero este plan nunca se llevó a cabo, principalmente porque la corona perdió el control de las órdenes regulares tan pronto como los miembros de éstas se embarcaron para América. Protegidos por sus privilegios apostólicos para ayudar a la conversión de los indígenas, los misionares solamente atendieron a la autoridad de sus priores y provinciales, y no a la de las autoridades españolas ni a las de los obispos. Los provinciales de las órdenes, a su vez, únicamente rendían cuentas a los líderes de su orden y no a la corona. Una vez habían establecido una doctrina, protegían sus intereses en ella, incluso en contra de los intereses del rey y de esta forma las doctrinas pasaron a ser pueblos de indios que se quedaron establecidos para todo el resto de la colonia.
Las doctrinas fueron fundadas a discreción de los frailes, ya que tenían libertad completa para establecer comunidades para catequizar a los indígenas, con la esperanza de que estas comunidades pasaran con el tiempo a la jurisdicción de una parroquia secular a la que se le pagaría el diezmo. En realidad, lo que ocurrió fue que las doctrinas crecieron sin control y nunca pasaron al control de parroquias; se formaron alrededor de una cabecera en donde tenían su monasterio permanente los frailes y de dicha cabecera salían los frailes a catequizar o visitar las aldeas y caseríos que pertenecían a la doctrina, y que se conocían como anexos, visitas o pueblos de visita. Así pues, las doctrinas tenían tres características principales:
1. eran independientes de controles externos (tanto civiles como eclesiásticos)
2. eran administradas por un grupo de frailes
3. tenían un número relativamente grande de anexos.[4]

La administración colectiva por parte del grupo de frailes eran la característica más importante de las doctrinas ya que garantizaba la continuación del sistema de la comunidad en caso falleciese uno de los dirigentes.
En 1638, los dominicos separaron a sus grandes doctrinas —que les representaban considerables ingresos económicos— en grupos centrados en sus seis conventos, y la doctrinas ubicadas en lo que posteriormente serían los departamentos de Guatemala y de Sacatepéquez quedaron en la jurisdicción del convento de la ciudad de Santiago de los Caballeros de Guatemala:
| Convento  | Doctrinas |
| --------- | --- |
| Guatemala | - Chimaltenango - Jocotenango - Sumpango - San Juan Sacatepéquez - San Pedro Sacatepéquez - Santiago Sacatepéquez - Rabinal - San Martín Jilotepeque - Escuintla - Milpas Altas - Milpas Bajas - San Lucas Sacatepéquez - Barrio de Santo Domingo |

### Tras la Independencia de Centroamérica
El Estado de Guatemala fue definido de la siguiente forma por la Asamblea Constituyente de dicho estado que emitió la constitución del mismo el 11 de octubre de 1825: «el estado conservará la denominación de Estado de Guatemala y lo forman los pueblos de Guatemala, reunidos en un solo cuerpo. El estado de Guatemala es soberano, independiente y libre en su gobierno y administración interior.»
El departamento de Guatemala/Escuintla, cuya cabecera era la Nueva Guatemala de la Asunción, fue uno de los siete departamentos originales del Estado de Guatemala, y tenía a los municipios de Guatemala, Amatitlán, Escuintla, Mixtán, Jalpatagua, Guazacapán, y Cuajiniquilapa.
La constitución del Estado de Guatemala promulgada el 11 de octubre de 1825 también estableció los circuitos para la administración de justicia en el territorio del Estado; el área de la ciudad de Guatemala era el Distrito N.º 1 y estaba distribuido de la siguiente forma:
| N.º | Circuito        | Poblados |
| --- | --------------- | --- |
| 1   | Norte-Guatemala | Los barrios de las parroquias de El Sagrario, La Merced, Candelaria y San Sebastián en la Ciudad de Guatemala y los siguientes poblados: - Chinautla - Jocotenango - San Antonio La Paz - San Antonio Nacagüil - Carrizal - Lo de Reyes - El Chato - Las Vacas - Las Tapias - Las Flores - Palencia - Pueblo Nuevo de Santa Rosa - Pontezuelas - Navajas - San José - Lo de Iboy - Vuelta Grande - Zarzal |
| 2   | Sur-Guatemala   | Los barrios de la parroquia de Santo Domingo y de la parroquia de Los Remedios en la Ciudad de Guatemala, y los siguientes poblados: - San Pedro Las Huertas - Ciudad Vieja - Guadalupe - Pinula - Arrazola - los Petapas - Mixco - Villa Nueva - Amatitlán |

### Creación del departamento de Guatemala
El 25 de diciembre de 1838 el congreso de la República Federal de Centro América autorizó la creación del Estado de Los Altos; ante esto, el Estado de Guatemala se reorganizó en siete departamentos y dos distritos independientes el 12 de septiembre de 1839:
- Departamentos: Chimaltenango, Chiquimula, Escuintla, Guatemala, Mita, Sacatepéquez, y Verapaz
- Distritos: Izabal y Petén[8]

La región occidental de la actual Guatemala había mostrado intenciones de obtener mayor autonomía con respecto a las autoridades de la ciudad de Guatemala desde la época colonial, pues los criollos de la localidad consideraban que los criollos capitalinos que tenían el monopolio comercial con España no les daban un trato justo. Pero este intento de secesión fue aplastado por el general Rafael Carrera, quien reintegró al Estado de Los Altos al Estado de Guatemala en 1840 y luego venció contundentemente al presidente de la República Federal de Centro América, el general liberal hondureño Francisco Morazán en la Ciudad de Guatemala unos cuantos meses después.

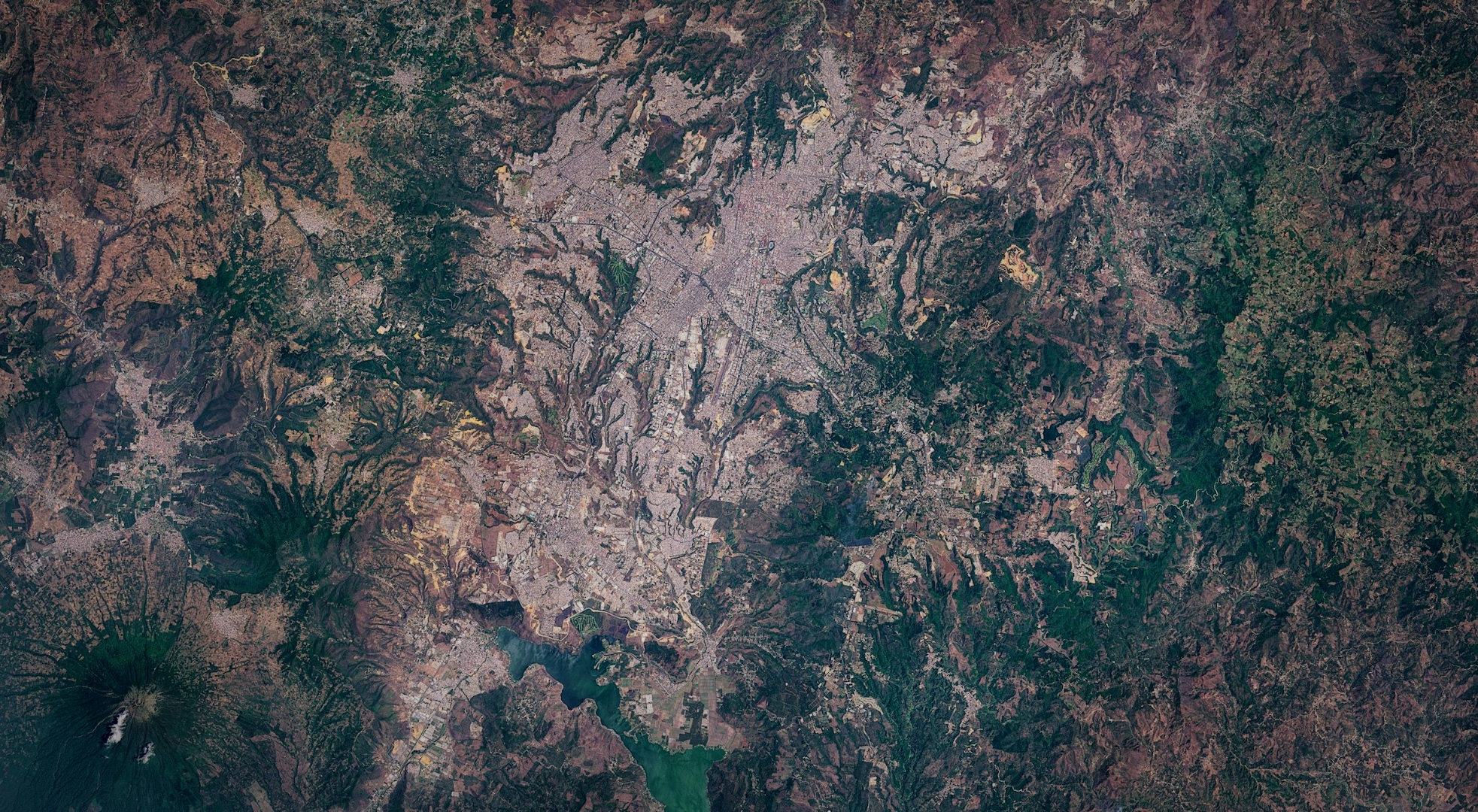
Vista Satelital de Ciudad de Guatemala, Villa Nueva y Mixco dentro del departamento.

### Tras la Reforma Liberal
El 18 de mayo de 1892 se dispuso la formación de un censo general de la República, por lo que en fechas posteriores se realizó un trabajo para compilar la demarcación política de Guatemala.  En esa época, existía el departamento de Amatitlán y pertenecía a la región sur del país, mientras que el departamento de Guatemala era parte de la región Norte; Fraijanes era parte del departamento de Amatitlán, pero por entonces solamente tenía la categoría de aldea, y formaba parte del municipio de San Miguel Petapa, del departamento de Amatitlán.

### Área y población durante el gobierno de Justo Rufino Barrios
En la siguiente tabla, tomada de la Guía Appleton para México y Guatemala de 1884, se muestra el área, cabecera y la población estimada del departamento de Guatemala durante el gobierno de Justo Rufino Barrios, comparada con el resto del país:
| Departamento | Área (millas²) | Población | Cabecera  | Población |
| ------------ | -------------- | --------- | --------- | --------- |
| Guatemala    | 700            | 100 000   | Guatemala | 50 000    |
| Total        | 50 600         | 1 198 500 |           |           |

Según el censo de 1892, los caseríos Los Verdes y Puerta del Señor y las aldeas El Cerrito y Rabanales eran parte del municipio de San Miguel Petapa, mientras que Lo de Diéguez, Canchón, Pavón y Arrazola pertenecían al municipio de Santa Catarina Pinula.
Mediante acuerdo gubernativo del 4 de mayo de 1912, el gobierno del licenciado Manuel Estrada Cabrera segregó a la aldea Fraijanes del municipio de San Miguel Petapa y la anexó al municipio Pueblo Viejo, junto con las aldeas de Canchón y Los Verdes. El 23 de septiembre de 1915 los aduladores del presidente Estrada Cabrera le cambiaron el nombre a Pueblo Viejo, por el de San Joaquín Villa Canales, en honor a la difunta madre del presidente, Joaquina Cabrera, algo que era muy común durante los veintidós años del gobierno del licenciado Estrada Cabrera. Hasta que Estrada Cabrera estuvo preso luego de su derrocamiento, el presidente Carlos Herrera y Luna emitió un acuerdo gubernativo, con fecha del 3 de mayo de 1920, que ordenó suprimir los nombres del dictador y de sus familiares de cualquier lugar que los tuvieran; así, San Joaquín Villa Canales pasó a llamarse sencillamente Villa Canales.
La aldea de Fraijanes fue elevada a la categoría de municipio el 12 de julio de 1924, por acuerdo gubernativo del presidente general José María Orellana. Dicho en su parte considerativa establecía: «Con vista a la solicitud presentada por los habitantes de Fraijanes, departamento de Amatitlán, relativa a que se erija en municipio a la mencionada aldea, y apareciendo de la información seguida al efecto, que son justos y atendibles los motivos en que la fundan...». Asimismo, se estableció que el distrito jurisdiccional del nuevo municipio estaría formado : «[...] de las aldeas y haciendas de: El Cerrito, Los Verdes, Bella Vista, Rabanales, Los Guajes, La Joya, Lo de Diéguez, Canchón, Rincón Cruces, Graciela, Santa Isabel, El Faro, La Esperanza, Las Brisas, San Antonio, Arrazola, Las Delicias, Colombia, San Gregorio, San Andrés, Santa Margarita, El Porvenir, El Retiro y Cerro Dolores [...]. De hecho, gran parte de los territorios del nuevo municipio tuvieron que se segregados de los municipios de Villa Canales, Santa Catarina Pinula y San José Pinula.
El 23 de abril de 1925 Fraijanes fue segregado del departamento de Amatitlán para pasar a formar parte de la jurisdicción del departamento de Guatemala.

## Demografía
Véanse también: Departamentos de Guatemala
 Guatemala es el departamento más poblado de Guatemala con un total de 3 015 081 hasta el Censo 2018 y para el año 2024 se estima una población de 3 679 296	 . A continucación se presenta una lista de datos demográficos recolectados en base al censo de 2018, en donde se destacan tres pilares, como lo son la población, vivienda y educación.
| Gráfica de evolución demográfica de Departamento de Guatemala entre 1880 y 2024                            |
| |
| Población de los censos y conteos del Instituto Nacional de Estadística de Guatemala (INE) de 1880 a 2024. |

| Datos Demográficos según el Censo 2018 | Datos Demográficos según el Censo 2018 | Datos Demográficos según el Censo 2018 |
| Guatemala                              | Guatemala                              | Guatemala                              |
| POBLACIÓN                              | POBLACIÓN                              | POBLACIÓN                              |
| Población Total                        | 3,015,081                              | 3,015,081                              |
| -------------------------------------- | -------------------------------------- | -------------------------------------- |
| Hombres                                | 1,449,203                              | 48.07%                                 |
| Mujeres                                | 1,565,878                              | 51.93%                                 |
| Población por Grupos de Edad           |                                        |                                        |
| 0-14 años                              | 806,879                                | 26.76%                                 |
| 15-64 años                             | 2,009,974                              | 66.66%                                 |
| 65 y más años                          | 198,228                                | 6.57%                                  |
| Población por Área                     |                                        |                                        |
| Urbano                                 | 2,750,965                              | 91.24%                                 |
| Rural                                  | 264,116                                | 8.76%                                  |
| Población por Pueblos                  |                                        |                                        |
| Ladino                                 | 2,578,135                              | 85.51%                                 |
| Maya                                   | 402,376                                | 13.35%                                 |
| Extranjero                             | 20,383                                 | 0.68%                                  |
| Afrodescendiente                       | 6,222                                  | 0.21%                                  |
| Garífuna                               | 4,583                                  | 0.15%                                  |
| Xinka                                  | 3,382                                  | 0.11%                                  |
| VIVIENDA                               |                                        |                                        |
| Edad Promedio                          | 29.54                                  | 29.54                                  |
| Total Viviendas                        | 873,704                                | 873,704                                |
| Promedio Personas                      | 3.80                                   | 3.80                                   |
| EDUCACIÓN                              |                                        |                                        |
| Promedio de Escolaridad                | 8.75 años                              | 8.75 años                              |
| Ninguno                                | 270,955                                | 10%                                    |
| Pre Primaria                           | 122,936                                | 4%                                     |
| Primaria                               | 934,811                                | 33%                                    |
| Media                                  | 1,134,966                              | 41%                                    |
| Superior                               | 342,829                                | 12%                                    |
| Alfabetismo                            | 93.51%                                 | 93.51%                                 |

## División política
El departamento de Guatemala comprende diecisiete municipios que son:
| 1. Guatemala 2. Villa Nueva 3. Mixco 4. Santa Catarina Pinula 5. San José Pinula 6. San José del Golfo 7. Palencia 8. Chinautla 9. San Pedro Ayampuc 10. San Pedro Sacatepéquez 11. San Juan Sacatepéquez 12. San Raymundo 13. Chuarrancho 14. Fraijanes 15. Amatitlán 16. Villa Canales 17. San Miguel Petapa |

| Código | Bandera | Municipio                 | Población | Superficie | Densidad | Pueblo más grande |
| ------ | ------- | ------------------------- | --------- | ---------- | -------- | ----------------- |
| 010    |         | Departamento de Guatemala | 3,679,629 | 2,351 km²  | 1,565    | Ladino 85%        |
| 0101   |         | Ciudad de Guatemala       | 1,229,215 | 228 km²    | 5,389    | Ladino 91%        |
| 0102   |         | Santa Catarina Pinula     | 88,047    | 50 km²     | 1,760    | Ladino 94%        |
| 0103   |         | San José Pinula           | 90,835    | 220 km²    | 413      | Ladino 95%        |
| 0104   |         | San José del Golfo        | 8,545     | 84 km²     | 101      | Ladino 98%        |
| 0105   |         | Palencia                  | 75,417    | 196 km²    | 384      | Ladino 98%        |
| 0106   |         | Chinautla                 | 126,289   | 80 km²     | 1,578    | Ladino 82%        |
| 0107   |         | San Pedro Ayampuc         | 69,948    | 73 km²     | 958      | Ladino 74%        |
| 0108   |         | Mixco                     | 538,159   | 132 km²    | 4,076    | Ladino 89%        |
| 0109   |         | San Pedro Sacatepéquez    | 58,175    | 48 km²     | 1,211    | Maya 76%          |
| 0110   |         | San Juan Sacatepéquez     | 291,199   | 242 km²    | 1,203    | Maya 63%          |
| 0111   |         | San Raymundo              | 39,132    | 114 km²    | 343      | Maya 71%          |
| 0112   |         | Chuarrancho               | 17,436    | 98 km²     | 177      | Maya 86%          |
| 0113   |         | Fraijanes                 | 65,302    | 95 km²     | 687      | Ladino 96%        |
| 0114   |         | Amatitlán                 | 156,177   | 204 km²    | 765      | Ladino 96%        |
| 0115   |         | Villa Nueva               | 501,127   | 114 km²    | 4,395    | Ladino 94%        |
| 0116   |         | Villa Canales             | 169,534   | 353 km²    | 480      | Ladino 96%        |
| 0117   |         | San Miguel Petapa         | 154,729   | 20 km²     | 7,736    | Ladino 93%        |

### Datos más importantes del departamento de Guatemala

#### Municipio por Población
| Población por municipio del Departamento de Guatemala | Población por municipio del Departamento de Guatemala | Población por municipio del Departamento de Guatemala | Población por municipio del Departamento de Guatemala | Población por municipio del Departamento de Guatemala | Población por municipio del Departamento de Guatemala |
| N.º                                                   | Municipio                                             | Estimación                                            | Censo                                                 | Censo                                                 | Crecimiento                                           |
| N.º                                                   | Municipio                                             | 2024                                                  | 2018                                                  | 2002                                                  | Δ (2002-2018)                                         |
| ----------------------------------------------------- | ----------------------------------------------------- | ----------------------------------------------------- | ----------------------------------------------------- | ----------------------------------------------------- | ----------------------------------------------------- |
| 1                                                     | Ciudad de Guatemala                                   | 1 229 215                                             | 923 392                                               | 942 348                                               | ▼ 2,03%                                               |
| 2                                                     | Mixco                                                 | 538 189                                               | 465 773                                               | 403 689                                               | ▲ 14,3%                                               |
| 3                                                     | Villa Nueva                                           | 501 127                                               | 433 734                                               | 355 901                                               | ▲ 19,7%                                               |
| 4                                                     | San Juan Sacatepéquez                                 | 291 199                                               | 218 156                                               | 152 583                                               | ▲ 35,4%                                               |
| 5                                                     | Villa Canales                                         | 169 534                                               | 155 422                                               | 103 814                                               | ▲ 39,8%                                               |
| 6                                                     | San Miguel Petapa                                     | 154 729                                               | 135 447                                               | 101 242                                               | ▲ 28,9%                                               |
| 7                                                     | Amatitlán                                             | 156 177                                               | 116 711                                               | 82 870                                                | ▲ 33,9%                                               |
| 8                                                     | Chinautla                                             | 126 289                                               | 114 752                                               | 95 312                                                | ▲ 18,5%                                               |
| 9                                                     | Santa Catarina Pinula                                 | 88 047                                                | 80 582                                                | 63 767                                                | ▲ 23,3%                                               |
| 10                                                    | San José Pinula                                       | 90 835                                                | 79 844                                                | 47 278                                                | ▲ 51,2%                                               |
| 11                                                    | Palencia                                              | 75 417                                                | 70 973                                                | 47 705                                                | ▲ 39,2%                                               |
| 12                                                    | Fraijanes                                             | 65 302                                                | 58 922                                                | 30 701                                                | ▲ 63,0%                                               |
| 13                                                    | San Pedro Ayampuc                                     | 69 948                                                | 58 609                                                | 44 996                                                | ▲ 26,7%                                               |
| 14                                                    | San Pedro Sacatepéquez                                | 58 175                                                | 51 292                                                | 31 503                                                | ▲ 47,8%                                               |
| 15                                                    | San Raymundo                                          | 39 132                                                | 31 605                                                | 22 615                                                | ▲ 33,2%                                               |
| 16                                                    | Chuarrancho                                           | 17 436                                                | 12 638                                                | 10 101                                                | ▲ 22,3%                                               |
| 17                                                    | San José del Golfo                                    | 8 545                                                 | 7 229                                                 | 5 156                                                 | ▲ 33,5%                                               |
| -                                                     | Guatemala                                             | 3 679 296                                             | 3 015 081                                             | 2 541 581                                             | ▲ 17,04%                                              |

#### Municipio por Sector
|  | 100 % |

|  | 0 % |

|  | 99 % |

|  | 1 % |

|  | 98 % |

|  | 2 % |

|  | 71 % |

|  | 29 % |

|  | 80 % |

|  | 20 % |

|  | 95 % |

|  | 5 % |

|  | 84 % |

|  | 16 % |

|  | 91 % |

|  | 9 % |

|  | 88 % |

|  | 12 % |

|  | 84 % |

|  | 16 % |

|  | 45 % |

|  | 55 % |

|  | 75 % |

|  | 25 % |

|  | 87 % |

|  | 13 % |

|  | 72 % |

|  | 28 % |

|  | 49 % |

|  | 51 % |

|  | 60 % |

|  | 40 % |

|  | 32 % |

|  | 68 % |

|  | 91 % |

|  | 9 % |

## Desarrollo
Véase también: Anexo:Departamentos de Guatemala por IDH
El informe de desarrollo humano publicado en 2022 por el PNUD Guatemala, La celeridad del cambio, una mirada territorial del desarrollo humano 2002–2019, donde se observó el cambio y el avance que ha habido en el país entre 2002 y 2018, en materia de salud, educacoón y vivienda.

### IDH Departamental

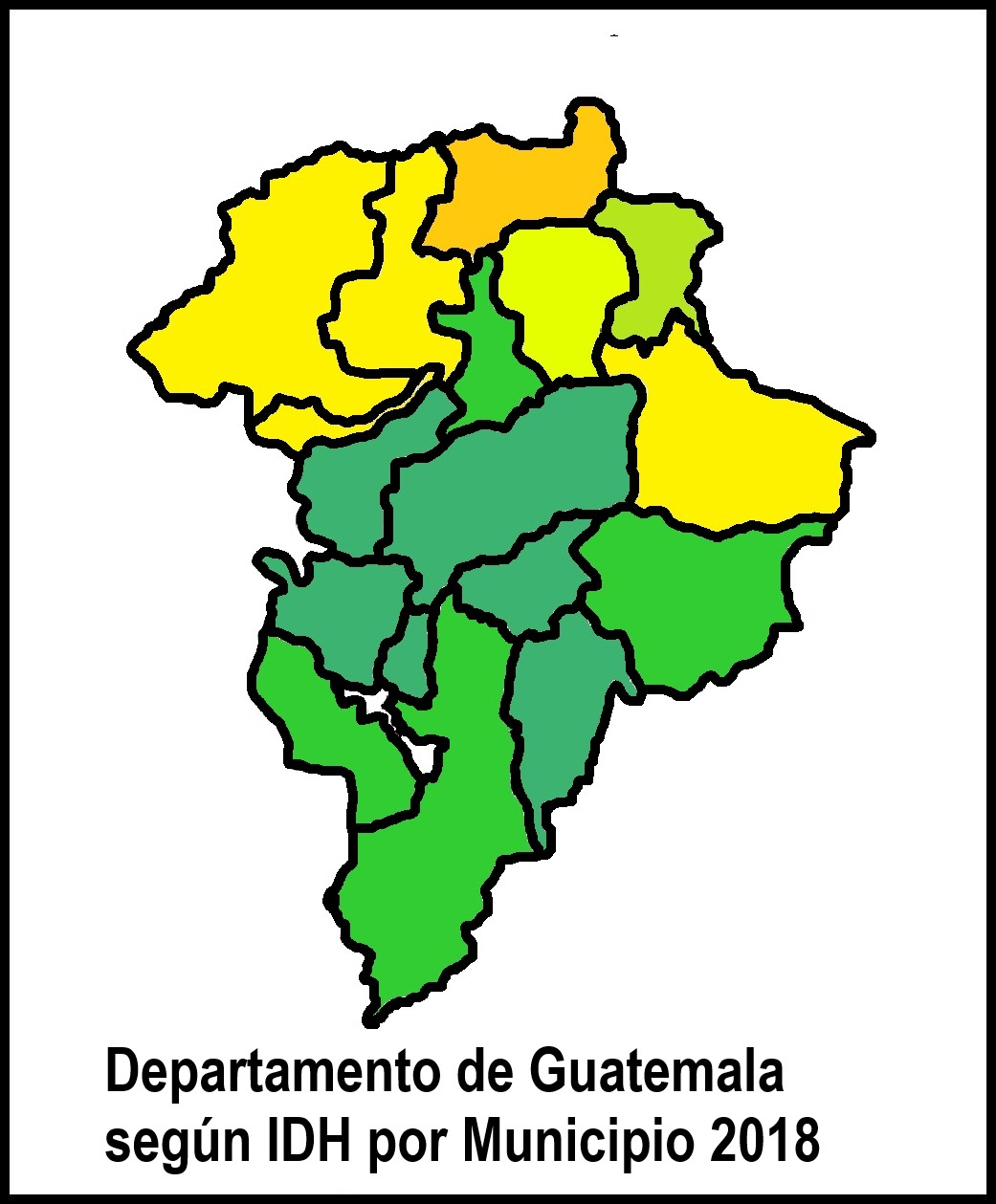
Índice de Desarrollo Humano por municipio del departamento de Guatemala según datos del censo de 2018

Guatemala en la totalidad de su departamento posee un IDH de 0,757 , considerado como Desarrollo Humano Alto, debido a la población de las aglomeraciones urbanas que rodean lo que es la ciudad capital, entre sus municipios más poblados su capital Ciudad de Guatemala , Mixco y Villa Nueva que concentran más de la mitad de la población que posee todo el departamento , al mismo tiempo estos son los municipios más desarrollados del departamento y están entre los más desarrollados a nivel nacional. Los últimos forman parte del área metropolitana de Guatemala y se encuentran colindantes con la ciudad, por lo tanto concentran una gran cantidad de población.  Estos factores son clave para explicar la razón de la gran diferencia entre el dato departamental con el promedio municipal. El departamento en 2002 tenía un IDH de 0,696 catalogado como Alto ligeramente , lo que significa que el departamento creció un 8,3% en dieciséis años , un promedio de cuatro puntos porcentuales cada año.
|  | 0,757 |

|  | 0,696 |

|  | 0,719 |

|  | 0,624 |

##### IDH Municipal
Los municipios más desarrollados y mejor puntuados fueron Ciudad de Guatemala y Mixco, ambos muy cercanos al desarrollo muy alto, empatados con un IDH de 0,792 y seguido se situó San Miguel Petapa con un IDH de 0,785 . Entre las principales razones, se destaca una buena infraestructura y conectividad además de altos niveles de urbanización. Los municipios peor evaluados se encuentran en la categoría de desarrollo medio y en ella los menos desarrollados son el municipio de Chuarrancho con un IDH de 0,605 y San Raymundo con un IDH de 0,654, debido a que ambos municipios se encuentra muy alejados de las áreas comerciales y tienen una infraestructura y calidad de vida precaria.
△= Crecimiento entre los censos del 2002 y 2018
| N.º       | Municipio              | IDH 2018 | IDH 2002 | △        |
| Guatemala | Guatemala              | 0,757    | 0,696    | 8.8      |
| IDH Alto  | IDH Alto               | IDH Alto | IDH Alto | IDH Alto |
| --------- | ---------------------- | -------- | -------- | -------- |
| 1         | Ciudad de Guatemala ✪  | 0,792    | 0,749    | 5.7      |
| 2         | Mixco                  | 0,792    | 0,734    | 7.9      |
| 3         | San Miguel Petapa      | 0,785    | 0,714    | 9.8      |
| 4         | Santa Catarina Pinula  | 0,773    | 0,688    | 12.4     |
| 5         | Fraijanes              | 0,766    | 0,642    | 19.3     |
| 6         | Villa Nueva            | 0,765    | 0,688    | 11.2     |
| 7         | San José Pinula        | 0,742    | 0,627    | 18.5     |
| 8         | Chinautla              | 0,731    | 0,659    | 10.9     |
| 9         | Amatitlán              | 0,729    | 0,666    | 9.5      |
| 10        | Villa Canales          | 0,703    | 0,608    | 15.6     |
| 11        | San José del Golfo     | 0,696    | 0,585    | 19.0     |
| IDH Medio |                        |          |          |          |
| 12        | San Pedro Ayampuc      | 0,689    | 0,593    | 16.2     |
| 13        | San Pedro Sacatepéquez | 0,676    | 0,573    | 18.0     |
| 14        | San Juan Sacatepéquez  | 0,663    | 0,553    | 19.9     |
| 15        | Palencia               | 0,660    | 0,537    | 22.9     |
| 16        | San Raymundo           | 0,654    | 0,543    | 20.4     |
| 17        | Chuarrancho            | 0,605    | 0,459    | 31.8     |
| Promedio  | Promedio               | 0,719    | 0,624    | -        |

| N.º | Municipio              | IDH 2018 | IDH Según Indicadores | IDH Según Indicadores | IDH Según Indicadores | IDH Según Indicadores | IDH Según Indicadores | IDH Según Indicadores | IDH Según Indicadores | IDH Según Indicadores | IDH Según Indicadores |
| N.º | Municipio              | IDH 2018 | Salud                 | Salud                 | Salud                 | Educación             | Educación             | Educación             | Nivel de Vida         | Nivel de Vida         | Nivel de Vida         |
| N.º | Municipio              | IDH 2018 | 2018                  | 2002                  | △                     | 2018                  | 2002                  | △                     | 2018                  | 2002                  |                       |
| --- | ---------------------- | -------- | --------------------- | --------------------- | --------------------- | --------------------- | --------------------- | --------------------- | --------------------- | --------------------- | --------------------- |
| 1   | Ciudad de Guatemala ✪  | 0,792    | 0,925                 | 0,881                 | 4.8                   | 0,680                 | 0,629                 | 7.5                   | 0,789                 | 0,757                 | 4.1                   |
| 2   | Mixco                  | 0,792    | 0,924                 | 0,866                 | 6.5                   | 0,684                 | 0,611                 | 10.7                  | 0,785                 | 0,746                 | 4.1                   |
| 3   | San Miguel Petapa      | 0,785    | 0,930                 | 0,839                 | 10.3                  | 0,673                 | 0,596                 | 11.4                  | 0,773                 | 0,729                 | 4.1                   |
| 4   | Santa Catarina Pinula  | 0,773    | 0,903                 | 0,788                 | 16.5                  | 0,659                 | 0,569                 | 13.7                  | 0,777                 | 0,725                 | 20.1                  |
| 5   | Fraijanes              | 0,766    | 0,908                 | 0,755                 | 18.4                  | 0,635                 | 0,490                 | 22.8                  | 0,780                 | 0,713                 | 18.4                  |
| 6   | Villa Nueva            | 0,765    | 0,915                 | 0,815                 | 11.6                  | 0,645                 | 0,557                 | 13.6                  | 0,757                 | 0,716                 | 4.1                   |
| 7   | San José Pinula        | 0,743    | 0,894                 | 0,776                 | 14.1                  | 0,610                 | 0,463                 | 24.1                  | 0,751                 | 0,684                 | 18.4                  |
| 8   | Chinautla              | 0,731    | 0,896                 | 0,831                 | 7.5                   | 0,604                 | 0,503                 | 16.7                  | 0,723                 | 0,686                 | 4.1                   |
| 9   | Amatitlán              | 0,729    | 0,892                 | 0,838                 | 6.2                   | 0,594                 | 0,506                 | 14.8                  | 0,730                 | 0,697                 | 4.1                   |
| 10  | Villa Canales          | 0,703    | 0,870                 | 0,744                 | 10.5                  | 0,558                 | 0,446                 | 20.1                  | 0,716                 | 0,676                 | 4.1                   |
| 11  | San José del Golfo     | 0,696    | 0,917                 | 0,773                 | 17.0                  | 0,536                 | 0,406                 | 24.3                  | 0,686                 | 0,637                 | 20.1                  |
| 12  | San Pedro Ayampuc      | 0,689    | 0,850                 | 0,751                 | 12.4                  | 0,557                 | 0,431                 | 22.6                  | 0,692                 | 0,645                 | 20.1                  |
| 13  | San Pedro Sacatepéquez | 0,676    | 0,839                 | 0,726                 | 14.4                  | 0,541                 | 0,411                 | 24.0                  | 0,681                 | 0,630                 | 20.1                  |
| 14  | San Juan Sacatepéquez  | 0,663    | 0,825                 | 0,730                 | 12.2                  | 0,521                 | 0,367                 | 29.6                  | 0,678                 | 0,631                 | 6.9                   |
| 15  | Palencia               | 0,660    | 0,861                 | 0,708                 | 19.5                  | 0,488                 | 0,349                 | 28.5                  | 0,683                 | 0,625                 | 18.4                  |
| 16  | San Raymundo           | 0,654    | 0,857                 | 0,745                 | 13.9                  | 0,491                 | 0,350                 | 28.7                  | 0,664                 | 0,614                 | 20.1                  |
| 17  | Chuarrancho            | 0,605    | 0,848                 | 0,704                 | 19.6                  | 0,432                 | 0,236                 | 45.4                  | 0,605                 | 0,579                 | 4.3                   |

### Población que vive en el departamento según IDH
| N.º | Municipio              | IDH 2018 | Población | Según Desarrollo |
| --- | ---------------------- | -------- | --------- | ---------------- |
| 1   | Ciudad de Guatemala ✪  | 0,792    | 923,392   | 2,581,797        |
| 2   | Mixco                  | 0,792    | 465,773   | 2,581,797        |
| 3   | San Miguel Petapa      | 0,785    | 135,447   | 2,581,797        |
| 4   | Santa Catarina Pinula  | 0,773    | 80,582    | 2,581,797        |
| 5   | Fraijanes              | 0,766    | 58,922    | 2,581,797        |
| 6   | Villa Nueva            | 0,765    | 433,734   | 2,581,797        |
| 7   | San José Pinula        | 0,743    | 79,844    | 2,581,797        |
| 8   | Chinautla              | 0,731    | 114,752   | 2,581,797        |
| 9   | Amatitlán              | 0,729    | 116,711   | 2,581,797        |
| 10  | Villa Canales          | 0,703    | 155,422   | 2,581,797        |
| 11  | San José del Golfo     | 0,696    | 7,229     | 2,581,797        |
| 12  | San Pedro Ayampuc      | 0,689    | 58,609    | 443,273          |
| 13  | San Pedro Sacatepéquez | 0,676    | 51,292    | 443,273          |
| 14  | San Juan Sacatepéquez  | 0,663    | 218,156   | 443,273          |
| 15  | Palencia               | 0,660    | 70,973    | 443,273          |
| 16  | San Raymundo           | 0,654    | 31,605    | 443,273          |
| 17  | Chuarrancho            | 0,605    | 12,638    | 443,273          |
| -   | Guatemala              | 0,757    | 0,757     | 0,757            |

## Educación
El Departamento de Guatemala es la entidad subnacional del país, que posee los mejores indicadores en el ámbito educativo de todo el país, debido principalmente  a la centralización de los recursos , entre estos se incluye los centros educativos y un mejor acceso y cobertura al sistema educativo, lo que refleje mejores indicadores de alfabetismo y de nivel de escolaridad.

Población por municipio del Departamento de Guatemala
> 1,000,000
> 500,000
> 100,000
> 50,000
10,000 - 49,000
1,000 - 9,999

### Nivel de Escolaridad

#### Departamental
| Nivel de Escolaridad por Grado Maximo Alcanzado | Nivel de Escolaridad por Grado Maximo Alcanzado | Nivel de Escolaridad por Grado Maximo Alcanzado | Nivel de Escolaridad por Grado Maximo Alcanzado | Nivel de Escolaridad por Grado Maximo Alcanzado | Nivel de Escolaridad por Grado Maximo Alcanzado | Nivel de Escolaridad por Grado Maximo Alcanzado | Nivel de Escolaridad por Grado Maximo Alcanzado | Nivel de Escolaridad por Grado Maximo Alcanzado | Nivel de Escolaridad por Grado Maximo Alcanzado | Nivel de Escolaridad por Grado Maximo Alcanzado | Nivel de Escolaridad por Grado Maximo Alcanzado | Nivel de Escolaridad por Grado Maximo Alcanzado | Nivel de Escolaridad por Grado Maximo Alcanzado |
| Departamento                                    | Año                                             | Población                                       | Ninguno                                         | Ninguno                                         | Pre Primaria                                    | Pre Primaria                                    | Primaria                                        | Primaria                                        | Media                                           | Media                                           | Superior                                        | Superior                                        | A.P.E                                           |
| ----------------------------------------------- | ----------------------------------------------- | ----------------------------------------------- | ----------------------------------------------- | ----------------------------------------------- | ----------------------------------------------- | ----------------------------------------------- | ----------------------------------------------- | ----------------------------------------------- | ----------------------------------------------- | ----------------------------------------------- | ----------------------------------------------- | ----------------------------------------------- | ----------------------------------------------- |
| Guatemala                                       | 2018                                            | 2,806,497                                       | 270,955                                         | 9.6                                             | 122,936                                         | 4.4                                             | 934,811                                         | 33.3                                            | 1,134,966                                       | 44.4                                            | 342,829                                         | 12.2                                            | 7.62                                            |
| Guatemala                                       | 2002                                            | 2,120,418                                       | 251,263                                         | 11.8                                            | 21,867                                          | 1.0                                             | 989,894                                         | 46.7                                            | 645,085                                         | 30.4                                            | 212,309                                         | 10.0                                            | 6.93                                            |

### Nivel de Escolaridad

#### Municipal
Promedio de Escolaridad por municipio del Departamento de Guatemala según datos de los censos nacionales del 2018 y 2002.
Ciudad de Guatemala y Mixco lideran entre los municipios con mayor promedio de escolaridad con 9.74 años, seguido de San Miguel Petapa, Santa Catarina Pinula , Fraijanes y Villa Nueva . Entre los más rezgados Chuarrancho con 4 años , concluyen San Raymundo y Palencia.
| Municipio              | Promedio de Escolaridad | Promedio de Escolaridad |
| Municipio              | 2018                    | 2002                    |
| ---------------------- | ----------------------- | ----------------------- |
| Ciudad de Guatemala    | 9.74                    | 7.75                    |
| Mixco                  | 9.74                    | 7.49                    |
| San Miguel Petapa      | 9.39                    | 7.09                    |
| Santa Catarina Pinula  | 9.20                    | 6.71                    |
| Fraijanes              | 9.05                    | 5.88                    |
| Villa Nueva            | 8.75                    | 6.59                    |
| San José Pinula        | 8.20                    | 5.31                    |
| Amatitlán              | 7.86                    | 5.92                    |
| Chinautla              | 7.85                    | 5.77                    |
| Villa Canales          | 7.12                    | 5.09                    |
| San Pedro Ayampuc      | 6.70                    | 4.66                    |
| San Pedro Sacatepéquez | 6.50                    | 4.38                    |
| San José del Golfo     | 6.31                    | 4.35                    |
| San Juan Sacatepéquez  | 6.13                    | 4.08                    |
| Palencia               | 5.94                    | 3.87                    |
| San Raymundo           | 5.62                    | 3.70                    |
| Chuarrancho            | 4.19                    | 2.33                    |
| Guatemala              | 8.75                    | 6.76                    |

Porcentaje de Población por Nivel Educativo
Población de 4 años o más de edad censada por nivel educativo , según municipio año 2018.
| Municipio              | Ninguno | Pre Primaria | Primaria | Media | Superior |
| ---------------------- | ------- | ------------ | -------- | ----- | -------- |
| Ciudad de Guatemala    | 6%      | 4%           | 28%      | 44%   | 17%      |
| Santa Catarina Pinula  | 8%      | 5%           | 33%      | 40%   | 15%      |
| San José Pinula        | 11%     | 4%           | 38%      | 36%   | 11%      |
| San José del Golfo     | 12%     | 5%           | 50%      | 31%   | 2%       |
| Palencia               | 19%     | 4%           | 48%      | 26%   | 3%       |
| Chinautla              | 10%     | 5%           | 37%      | 42%   | 5%       |
| San Pedro Ayampuc      | 16%     | 4%           | 41%      | 37%   | 2%       |
| Mixco                  | 7%      | 5%           | 28%      | 43%   | 17%      |
| San Pedro Sacatepéquez | 16%     | 4%           | 44%      | 32%   | 3%       |
| San Juan Sacatepéquez  | 19%     | 4%           | 45%      | 29%   | 3%       |
| San Raymundo           | 21%     | 5%           | 46%      | 25%   | 3%       |
| Chuarrancho            | 31%     | 5%           | 44%      | 19%   | 1%       |
| Fraijanes              | 10%     | 4%           | 35%      | 33%   | 19%      |
| Amatitlán              | 11%     | 4%           | 38%      | 40%   | 7%       |
| Villa Nueva            | 9%      | 4%           | 33%      | 44%   | 10%      |
| Villa Canales          | 14%     | 4%           | 41%      | 35%   | 6%       |
| San Miguel Petapa      | 7%      | 5%           | 29%      | 46%   | 13%      |
| Guatemala              | 10%     | 4%           | 33%      | 41%   | 12%      |

### Alfabetismo

#### Departamental
Guatemala posee un alfabetismo de 94.6% según las proyecciones de CONALFA , en base al dato otorgado por el Censo 2018 que fue del 93.5% , el dato de la alfabetización ha mejorado considerablemente conforme el pasar de los años.
| Departamento | Año    | Población (15 años y más) | Alfabeto | Alfabeto  | Analfabeto | Analfabeto | ▲      |
| Departamento | Año    | Población (15 años y más) | %        | POB       | %          | POB        | ▲      |
| ------------ | ------ | ------------------------- | -------- | --------- | ---------- | ---------- | ------ |
| Guatemala    | 2023 P | 2,695,627                 | 94.60    | 2,549,946 | 5.40       | 145,681    | ▲ 1.09 |
| Guatemala    | 2018   | 2,208,202                 | 93.51    | 2,064,999 | 6.49       | 143,203    | ▲ 5.70 |
| Guatemala    | 2002   | 2,120,418                 | 87.81    | 1,861,960 | 12.19      | 258,458    | -      |

#### Municipal

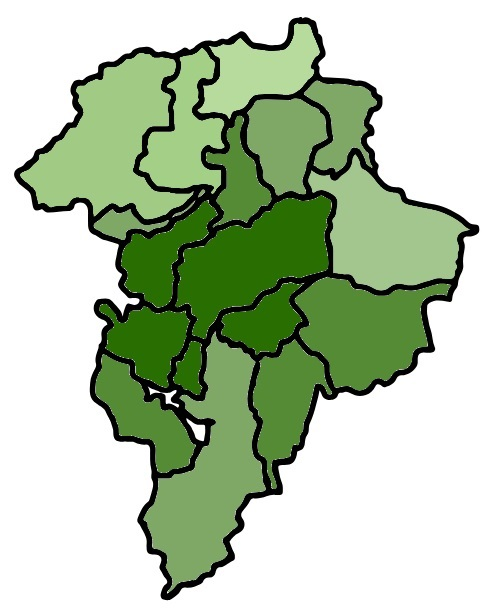
Índice de Alfabetismo en el Departamento de Guatemala

En el dato desglosado por municipio, se evidencia que los municipios de Guatemala y Mixco posee los indicadores más altos de alfabetismo, mientras que San Raymundo y Chuarrancho , los más bajos, a nivel departamental y debajo del dato nacional. A pesar de ello, los municipios con más bajos niveles de alfabetismo fueron los que más crecieron.
| Municipio              | Alfabetismo | Alfabetismo | Avance (Alfabetización) |
| Municipio              | 2018        | 2002        | (2002-2018)             |
| ---------------------- | ----------- | ----------- | ----------------------- |
| Ciudad de Guatemala ✪  | 96.3        | 92.2        | ▲ 4.08                  |
| Mixco                  | 96.0        | 91.0        | ▲ 5.05                  |
| San Miguel Petapa      | 95.8        | 90.4        | ▲ 5.35                  |
| Santa Catarina Pinula  | 95.7        | 89.6        | ▲ 6.07                  |
| Villa Nueva            | 95.3        | 89.8        | ▲ 5.63                  |
| Fraijanes              | 92.7        | 82.0        | ▲ 10.41                 |
| San José Pinula        | 92.9        | 82.5        | ▲ 8.00                  |
| Chinautla              | 92.8        | 85.8        | ▲ 10.70                 |
| Amatitlán              | 92.6        | 85.6        | ▲ 6.95                  |
| Villa Canales          | 89.9        | 80.0        | ▲ 9.90                  |
| San José del Golfo     | 88.5        | 78.6        | ▲ 11.87                 |
| San Pedro Ayampuc      | 87.1        | 77.5        | ▲ 9.59                  |
| San Pedro Sacatepéquez | 86.5        | 75.4        | ▲ 11.09                 |
| San Juan Sacatepéquez  | 82.5        | 70.0        | ▲ 12.55                 |
| Palencia               | 83.5        | 71.0        | ▲ 12.47                 |
| San Raymundo           | 79.8        | 67.3        | ▲ 12.46                 |
| Chuarrancho            | 65.2        | 48.0        | ▲ 17.24                 |
| Guatemala              | 93.5        | 87.8        | ▲ 6.79                  |

## Vivienda
Existen diferencias marcadas en el material uti9lizado para la construcción de viviendas en el Departamento de Guatemala, algunos materiales si son de correcto uso y apto a comparativa de otros que no se puede decir lo mismo.
Material en Paredes Exteriores: Según los datos , los materiales Aptos para las paredes exteriores de una vivienda son los materiales de Ladrillo, Block y Concreto , mientras los que No Aptos se incluyen materiales como el Adobe, Madera o Lámina Metalica.
Material en Piso: En materiales aptos, se puede destacar el piso de cemento o cerámico mientras el no apto es el de tierra, que puede ser significado de una condición de vida limitada. 
Fuente de Consumo Agua: Como apto se destaca la tubería dentro de la vivienda o pozo perforado 
| Municipio              | Material en Paredes Exteriores | Material en Paredes Exteriores | Material en Piso | Material en Piso | Fuente de Consumo Agua | Fuente de Consumo Agua |
| Municipio              | 2018                           | 2002                           | 2018             | 2002             | 2018                   | 2002                   |
| Municipio              | Apto                           | Apto                           | No Apto          | No Apto          | Apto                   | Apto                   |
| ---------------------- | ------------------------------ | ------------------------------ | ---------------- | ---------------- | ---------------------- | ---------------------- |
| Ciudad de Guatemala    | 88%                            | 85%                            | 2.6%             | 3.9%             | 92%                    | 81%                    |
| Santa Catarina Pinula  | 85%                            | 84%                            | 4.7%             | 6.3%             | 83%                    | 73%                    |
| San José Pinula        | 82%                            | 72%                            | 8.6%             | 14.1%            | 77%                    | 67%                    |
| San José del Golfo     | 89%                            | 76%                            | 4.4%             | 4.0%             | 90%                    | 91%                    |
| Palencia               | 77%                            | 58%                            | 18.8%            | 27.3%            | 71%                    | 64%                    |
| Chinautla              | 86%                            | 82%                            | 7.4%             | 8.5%             | 85%                    | 77%                    |
| San Pedro Ayampuc      | 75%                            | 62%                            | 19.7%            | 18.4%            | 73%                    | 58%                    |
| Mixco                  | 91%                            | 88%                            | 2.4%             | 3.5%             | 91%                    | 76%                    |
| San Pedro Sacatepéquez | 74%                            | 75%                            | 22.2%            | 17.0%            | 67%                    | 38%                    |
| San Juan Sacatepéquez  | 76%                            | 68%                            | 24.7%            | 23.0%            | 57%                    | 53%                    |
| San Raymundo           | 80%                            | 66%                            | 18.7%            | 22.6%            | 61%                    | 79%                    |
| Chuarrancho            | 72%                            | 56%                            | 28.4%            | 25.7%            | 77%                    | 63%                    |
| Fraijanes              | 87%                            | 78%                            | 7.4%             | 12.9%            | 84%                    | 79%                    |
| Amatitlán              | 83%                            | 87%                            | 10.7%            | 5.7%             | 85%                    | 81%                    |
| Villa Nueva            | 89%                            | 82%                            | 4.8%             | 7.9%             | 91%                    | 70%                    |
| Villa Canales          | 80%                            | 79%                            | 12.4%            | 10.9%            | 69%                    | 70%                    |
| San Miguel Petapa      | 92%                            | 89%                            | 3.2%             | 4.5%             | 94%                    | 83%                    |
| Guatemala              | 86%                            | 83%                            | 6.8%             | 7.3%             | 86%                    | 75%                    |

## Religión
| Religión en Guatemala (2020) | Religión en Guatemala (2020) | Religión en Guatemala (2020) | Religión en Guatemala (2020) | Religión en Guatemala (2020) |
| ---------------------------- | ---------------------------- | ---------------------------- | ---------------------------- | ---------------------------- |
| Religión                     | Religión                     |                              | Porcentaje                   | Porcentaje                   |
| Católicos                    | Católicos                    |                              | 44 %                         | 44 %                         |
| Protestantes y Evangélicos   | Protestantes y Evangélicos   |                              | 37.5 %                       | 37.5 %                       |
| Sin Religión                 | Sin Religión                 |                              | 15.5 %                       | 15.5 %                       |
| Otras religiones             | Otras religiones             |                              | 3.3 %                        | 3.3 %                        |

Las religiones predominantes del departamento de Guatemala son el Catolicismo con el 44 % y el Evangelicalismo con el 38 % y sin Religión con el 15.5 %.

## Turismo

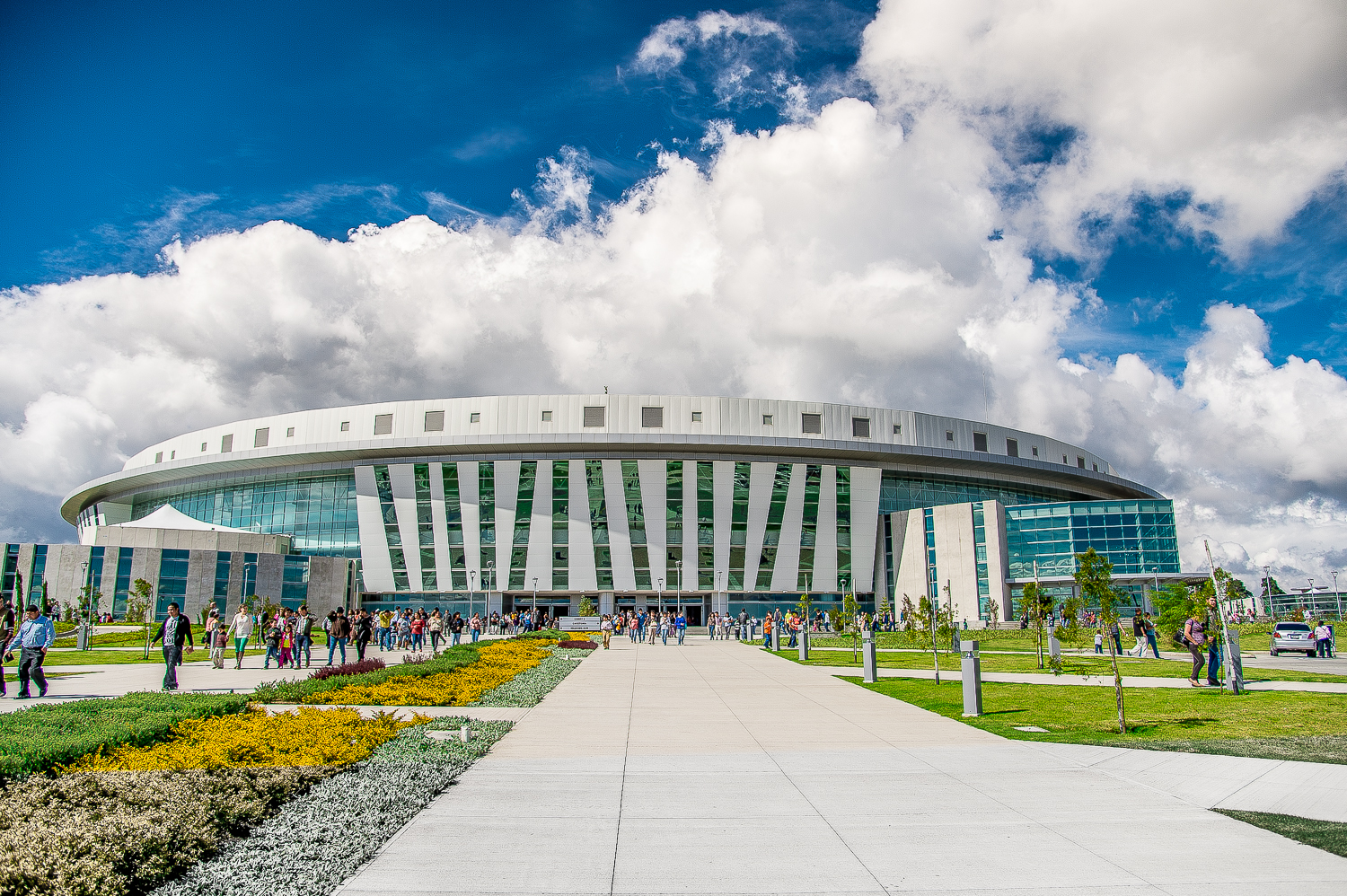

El departamento de Guatemala cuenta con áreas de potencial turístico como el Lago de Amatitlán, así como los parques de las Naciones Unidas en Villa Nueva, y el parque de Minerva en el Hipódromo del Norte de la Ciudad de Guatemala. Existen además en la Ciudad Capital sitios prehispánicos e históricos como Kaminal Juyú situado en la zona 7 de la ciudad de Guatemala.
Es posible realizar todo tipo de actividades; desde deportes extremos hasta asistir a fascinantes obras de teatro, a las que se pueden agregar excelente clubes nocturnos, centros comerciales, restaurantes, etc.. Existen diversos recorridos por diversas áreas de la ciudad de Guatemala, las que recorren las nuevas áreas, complejos turísticos, el zoológico «La Aurora», variedad de centros comerciales, museos de historia, antropología, ciencias naturales, jardines botánicos, mercados tradicionales, y áreas residenciales distinguidas.
Partiendo de la cabecera municipal de Palencia o de Los Mixcos se puede acceder al Cerro Tomastepek —conocido también como Tomastepeque o «Pico de Palencia»).[cita requerida]

## Ubicación geográfica
El departamento de Guatemala está rodeado por los siguientes departamentos:
| Noroeste: El Quiché                 | Norte: Baja Verapaz         | Nordeste: El Progreso      |
| Oeste: Chimaltenango y Sacatepéquez |                             | Este: El Progreso y Jalapa |
| Suroeste: Escuintla                 | Sur: Escuintla y Santa Rosa | Sureste: Santa Rosa        |